# Alê
Alexandre Luiz Fernandes (ur. 21 stycznia 1986) – brazylijski piłkarz występujący na pozycji pomocnika.

## Kariera piłkarska
Od 2004 roku występował w São Paulo FC, Juventus, Botafogo, Cerezo Osaka, Santo André, Atlético Mineiro, Athletico Paranaense, Americana, XV de Novembro Piracicaba, Avaí FC, Rio Claro, Boa Esporte, São Bento i Portuguesa.